# Benten

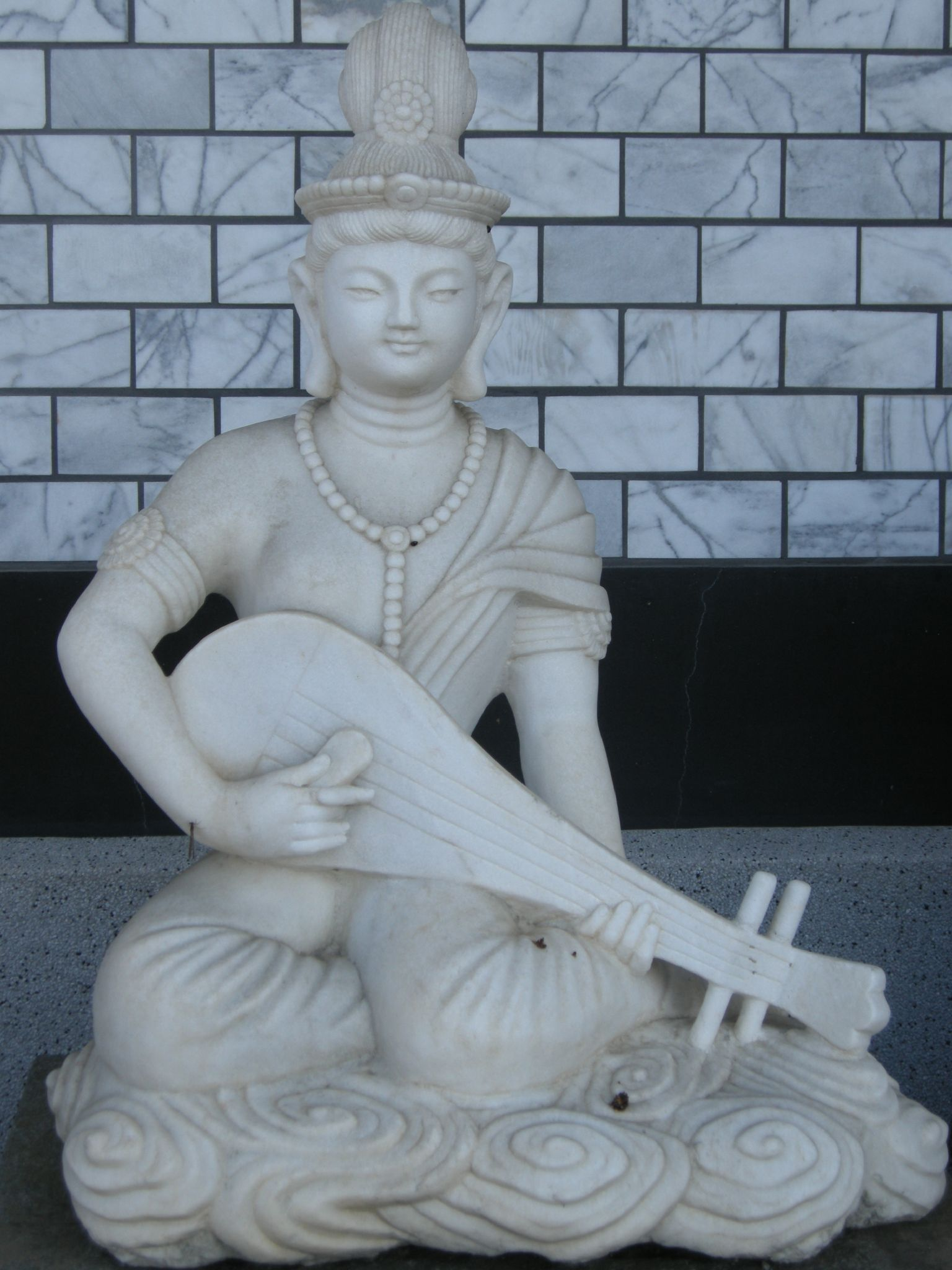
Benten

Benten är i japansk mytologi en havsgudinna, men också konsternas beskyddare och musiker. Benten är en av de sju lyckogudarna.
Benten ger kärlek och gynnsamma äktenskap till sina tillbedjare.
De övriga gudarna i gruppen de sju lyckogudarna är Bishamon, Daikoku, Ebisu, Fukurokuju, Hotei och Jurojin